# James Paget

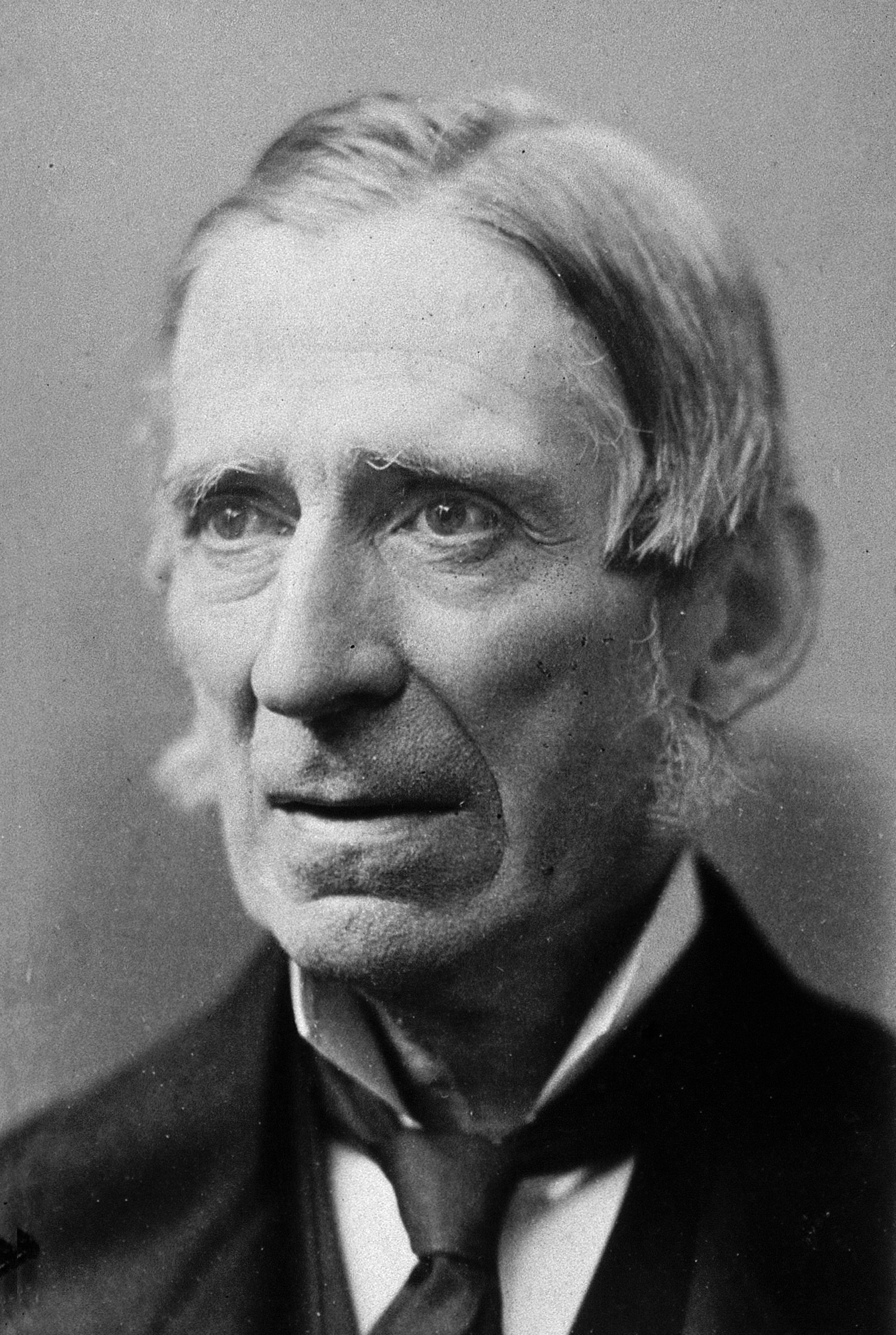
James Paget

James Paget (Great Yarmouth, 11 januari 1814 – Londen, 30 december 1899) was een Brits chirurg en patholoog die vooral bekend werd als de beschrijver van de ziekte van Paget van het bot en de ziekte van Paget van de huid. Maar ook een diepveneuze trombose in de okselstreek werd onder andere naar hem genoemd: syndroom van Paget-von Schrötter.